# Fútbol Club Sancti Spíritus
Le FC Sancti Spíritus est un club de football cubain basé à Sancti Spíritus. 

## Histoire
Relégué à l'issue de la saison 2015 du championnat de Cuba, le club retrouve l'élite en 2017.

## Palmarès
- Torneo de Ascenso (1) :
  - Vainqueur en 2010.
  - Deuxième en 2017.

## Personnalités historiques du club

### Joueurs

#### Anciens joueurs
- Eduardo Sebrango
- Ariel Martínez

### Entraîneurs
- Pedro González[1] (2009-2010)
- Yunielys Castillo Carménate[2],[3],[4],[5],[6],[7],[8] (2010-act.), vainqueur du Torneo de Ascenso 2010[9].